# Parafia Świętego Krzyża i św. Mikołaja w Biezdrowie
Parafia Świętego Krzyża i św. Mikołaja w Biezdrowie – rzymskokatolicka parafia w Biezdrowie, należąca do dekanatu wronieckiego. Powstała już w XII wieku.

## Skład parafii
Do parafii należą wierni z następujących miejscowości: Biezdrowo: Biezdrowo Osady, Ćmachowo: Ćmachowo Huby, Ćmachówko, Dąbrowa, Głuchowo, Karolewo, Kłodzisko: Olesin, Olin, Lubowo, Łucjanowo, Pakawie, Pierwoszewo, Pożarowo, Wartosław, Wierzchocin i Wróblewo.
Liczba wiernych w parafii wynosi około 2900 osób.

## Kościoły parafialne

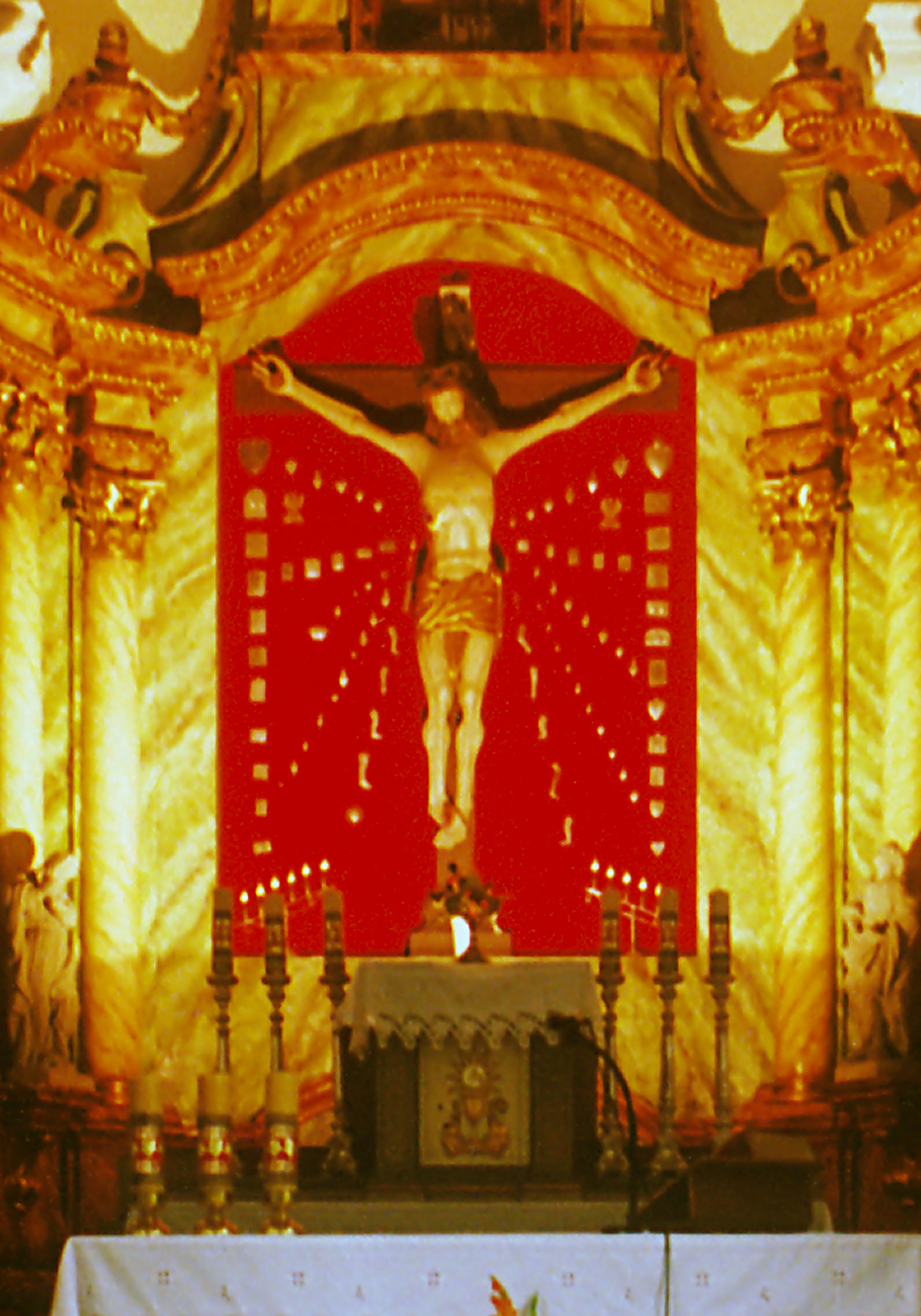
Krucyfiks w Sanktuarium Krzyża Św. w Biezdrowie

Główna siedziba parafii znajduje się w zabytkowym Sanktuarium Krzyża Świętego, pochodzącego ze schyłku XVIII wieku.

We wsi Wartosław znajduje się także podległy parafii w Biezdrowie, poewangelicki kościół pw. Serca Jezusowego z 1854 roku, zbudowany w stylu neogotyckim.